# Freeport (Kansas)
Pour les articles homonymes, voir Freeport.
Freeport est une ancienne municipalité américaine située dans le comté de Harper au Kansas.
Lors du recensement de 2010, sa population est de 5 habitants. La municipalité s'étend alors sur une superficie de 0,20 mille carré (0,52 km2).

## Histoire
Freeport est fondée en 1885. Elle se développe rapidement pour absorber le village voisin de Midlothian et compter 700 habitants en 1892. A son pique, la ville avait une banque, deux hôtels, deux journaux, cinq commerce de produits secs, neuf épiceries, deux quincailleries et deux élévateurs à grain. Si on se fie aux journaux locaux, la ville a même eu sa propre police. Cette croissance est de courte durée : la Course à la terre de 1893 fait perdre à Freeport l'essentiel de sa population, qui passe à seulement 54 habitants en 1895. Le déclin se poursuit depuis : sa banque ferme en 2009, son bureau de poste en 2016. En 2017, les habitants de Freeport votent à l'unanimité (4 voix) en faveur de la dissolution de la municipalité.

### Midlothian
Midlothian était une communauté qui s'est installée vers les années 1879. Son nom provient de l’écossais et qui signifie mid-ocean ou mid-land (au milieu de l'océan, de la terre). Midlothian obtint un bureau de poste en 1879. Mais la ligne de chemin de fer ne traversa pas du tout le site de Midlothian mais celui de Freeport, 2 miles au sud-est. La communauté perdit son bureau de poste en 1885, celui-ci s'installa à Freeport. Les emplacements des deux villes étaient trop proches l'un de l'autre pour que les résidents restent civilisés, selon les récits historiques et l'article paru dans The News. Freeport et Midlothian, parfois orthographié Mid Lothian, étaient côte à côte. La rue principale de Freeport était située à deux pâtés de maisons au nord de la rue principale de Midlothian, et les deux villes étaient reliées par la Grand Avenue. Mais l'hostilité grandit, notamment pour savoir à qui reviendrait le dépôt de chemin de fer. Lorsqu'il fut attribué à Freeport, la tension atteignit son paroxysme et, selon la légende locale, les habitants allèrent jusqu'à construire une clôture au milieu de la Grand Avenue et mirent au défi l'un ou l'autre camp de la traverser. Finalement, les dirigeants des villes sont parvenus à un accord : Midlothian renonce à son nom et donne à Freeport son bureau de poste, en échange de l'ouverture d'une bande de terrain vacante entre les deux villes qui fournit une rue nécessaire aux Midlothiens - leur permettant d'accéder au dépôt.
Cet accord marque ainsi ma fin de la courte existence de Midlothian.

## Infrastructure
Freeport ne compte plus autant de bâtiments qu’autrefois. La plupart a été détruite mais certains restent comme l'école (qui a servi de 1955 à 1970), situé sur la Midlothian Avenue (l'ancien emplacement de la communauté de Midlothian). L'élévateur à grain, situé sur la 1st Street. Les anciens bâtiments de la banque ainsi que plusieurs autres commerces situé sur la Grand Avenue (La rue principale).